# Henrik Nielsen
Henrik Meyer Nielsen (Bergen, 1896. november 3. – Bergen, 1973. augusztus 8.) olimpiai ezüstérmes norvég tornász.
Ez első világháború után az 1920. évi nyári olimpiai játékokon, mint tornász versenyzett és szabadon választott gyakorlatokkal, csapat összetettben ezüstérmes lett.
Klubcsapata a Norrøna volt.